# Српско-бугарски уговор (1912)
Српско-бугарски уговор из 1912. је био договор између владе Бугарске и Краљевине Србије о савезу. Наиме, премијери Бугарске Иван Евстравтијев Гешов и Милован Ђ. Миловановић су се тајно састали 1911. године у једном железничком вагону на путу од Београда до Лапова. Тада су се договорили да ове две земље склопе одбрамбрено-дефанзивни уговор, не залазећи у питање поделе Македоније. А уговор о пријатељству званично је потписан, после петомесечних напорних преговора, 13. марта 1912. Тајним додатком Македонија је била подељена на три дела.